# Charles Brockden Brown
Charles Brockden Brown (Filadélfia, 17 de janeiro de 1771 — Filadélfia, 22 de fevereiro de 1810) foi um romancista, editor e historiador estadunidense do período Early National. Ele é geralmente considerado pelos estudiosos como o romancista americano mais importante antes de James Fenimore Cooper. Ele é o mais frequentemente estudado e republicado praticante do "romance americano inicial", ou o romance dos Estados Unidos entre 1789 e aproximadamente 1820. Embora Brown não tenha sido o primeiro romancista americano, como algumas críticas iniciais alegaram, a amplitude e complexidade de sua realização como um escritor em vários gêneros (romances, contos, ensaios e escritos de periódicos, poesia, historiografia e resenhas) o torna uma figura crucial na literatura e cultura dos Estados Unidos da década de 1790 e da primeira década do século XIX. Brown foi um intelectual público significativo na cultura impressa atlântica mais ampla e na esfera pública da era da Revolução Francesa.

## Os romances de Brown

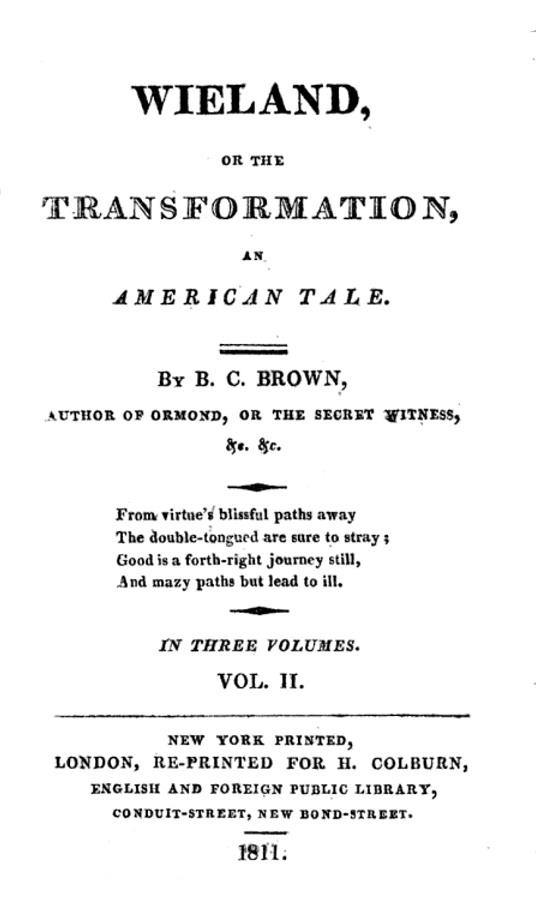
1811 reimpressão da edição de Wieland; ou, the Transformation

- Sky-Walk; or, The Man Unknown to Himself (concluído em março de 1798 e parcialmente composto, mas posteriormente perdido e nunca publicado)
- Wieland; or, the Transformation (09 - 1798)
- Ormond; or, the Secret Witness (01 - 1799)
- Arthur Mervyn; or, Memoirs of the Year 1793 (05 - 1799)
- Edgar Huntly; or, Memoirs of a Sleep-Walker (08 - 1799)
- Memoirs of Stephen Calvert (serializado de junho de 1799 a junho de 1800)
- Arthur Mervyn; ou, Memoirs of the Year 1793, Second Part (09 - 1800)
- Clara Howard; In a Series of Letters (06 - 1801)
- Jane Talbot; A Novel (12 - 1801)